# Phytoecia rufiventris
Phytoecia rufiventris är en skalbaggsart som beskrevs av Marie Clément Gaston Gautier 1870. Phytoecia rufiventris ingår i släktet Phytoecia och familjen långhorningar.
Artens utbredningsområde är Taiwan. Inga underarter finns listade i Catalogue of Life.